# Плессі-Робенсон
Плессі́-Робенсо́н (фр. Plessis-Robinson) — кантон у Франції, в департаменті О-де-Сен регіону Іль-де-Франс.

## Склад кантону
Кантон включає в себе 2 муніципалітети:
| Муніципалітет      | Площа | Населення, осіб | Рік  |
| ------------------ | ----- | --------------- | ---- |
| Кламар*            | -     | 18630           | 1999 |
| Ле-Плессі-Робенсон | 3,92  | 23242           | 2007 |

* — лише південна частина міста Кламар
| Франція | Це незавершена стаття з географії Франції. Ви можете допомогти проєкту, виправивши або дописавши її. |